# リミットスイッチ

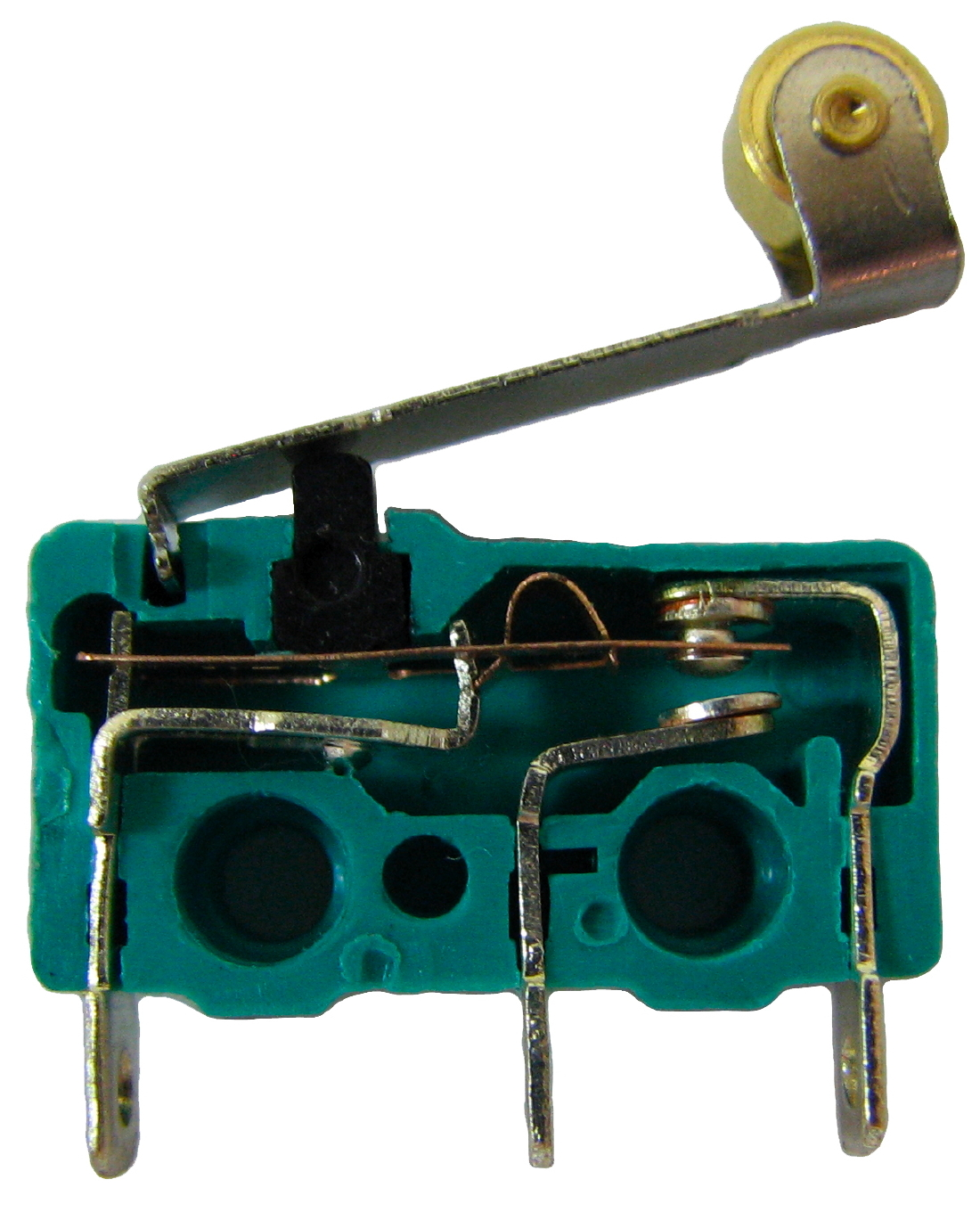
ローラレバー式のリミットスイッチの断面図、レバーが下向きに押されると接点が切り替わる。

リミットスイッチ（英語: limit switch）とは、マイクロスイッチを封入し、機械検出をアクチュエータを介して動作させる電気スイッチである。動力機械のストローク極限のための自動停止や位置検出に利用される。筐体は金属や樹脂製のケースで保護することで、耐環境性（温度、振動、粉塵、水・油等）や機械的耐性を持たせたスイッチであり、略称としてLSなどと呼ばれる。
機械的検出部にはプランジャ式（直動式）、ヒンジレバー式、ローラレバー式、ロッドレバー式（ロッド式、スプリングロッド式）、フォークレバー式、重錘式などがある。